# Киненин
Киненин — вулкан, расположенный недалеко от Срединного хребта на Камчатке. Диаметр кратера — 3,10 км. Имя ему дала Мария Певзнер в 2006 году[уточнить]. Расположен в 80 км к северо-западу от вулкана Шивелуч, в восточных предгорьях Срединного хребта на ручье Киненин, притоке Еловки. Это кратер в виде воронки, заполненный озером Блюдечко диаметром около 1 км. Высота насыпного вала вокруг озера 583 м. Киненин маар сформировался в результате фреато-магматического извержения, во время которого вулканические выбросы (тефра) распространялись на восток и северо-восток на расстояние до 100 км. Состав тефры сходен с материалом, выброшенным во время извержения Шивелуча 7600 лет назад. Маар сложен базальтами и андезито-базальтами. Киненин — достаточно юный по геологическим меркам маар (самый молодой среди известных мааров Камчатки), уникальный ещё и тем, что расположен севернее зоны воздействия Тихоокеанской плиты, а значит вне зоны молодого вулканизма Камчатки.
Помимо маара Киненин заслуживают упоминания и другие вулканические объекты, расположенные в бассейне р. Еловка севернее вулкана Шивелуч — смежные лавовые потоки Близнецы и экструзия Шишейка. Последнее извержение произошло около 1100 лет назад.